# محمودکوی (شهود)
محمودکوی (به ترکی استانبولی: Mahmutköy) یک منطقهٔ مسکونی در ترکیه است که در شهود (شهر) واقع شده‌است.